# Olbracht Gasztołd
Olbracht Gasztołd herbu Abdank (1470–1539) – kanclerz wielki litewski i wojewoda wileński od 1522, wojewoda trocki od 1519, wojewoda połocki od 1514, wojewoda nowogródzki od 1508, podczaszy wielki litewski od 1505, namiestnik nowogródzki od 1503, starosta bielski i mozyrski od 1513, hrabia Świętego Cesarstwa Rzymskiego.

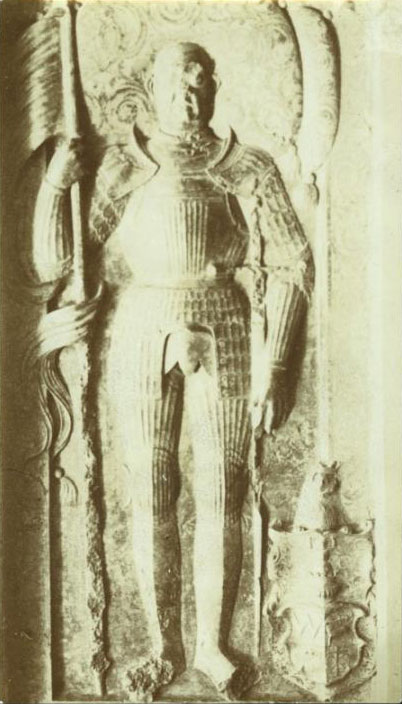
Fotografia z 1925 r. nagrobka Gasztołda ze zbiorów Uniwersytetu Jagiellońskiego

## Życiorys
Syn Marcina, ojciec Stanisława. Około 1492 r. wstąpił na Akademię Krakowską. Został dworzaninem króla Aleksandra Jagiellończyka, który wysłał go z misją dyplomatyczną do cesarza. Brał udział w walkach z Tatarami. Był sygnatariuszem unii piotrkowsko-mielnickiej 1501 roku. W czasie III wojny litewsko-moskiewskiej dowodził w 1507 r. obroną Smoleńska. W 1508 r. brał udział w bitwie pod Orszą. Wówczas też został wplątany w spisek Michała Glińskiego i uwięziony. Wyszedł na wolność w 1510 r. i oczyścił się z zarzutów 18 maja 1511 na sejmie w Piotrkowie.
W czasie wojny litewsko-moskiewskiej 1512-1522 29 lipca 1518 wraz z rotą Jana Boratyńskiego rozbił wojska rosyjskie w bitwie pod Połockiem.
Świetne zwycięstwo już u współczesnych obrosło legendą, która głosiła, że w czasie walk pojawił się na niebie święty Kazimierz i pokazał on wojskom polsko-litewskim dogodną przeprawę przez Dźwinę. Sytuację komplikował fakt, że równolegle z wojną moskiewską Olbracht Gasztołd prowadził swoją prywatną wojnę z kanclerzem i wojewodą wileńskim Mikołajem Radziwiłłem. Obie strony grabiły swoje dobra i paliły zamki prywatne (Zamek w Tykocinie Gasztołda w 1519 r., Zamek w Waniewie Radziwiłła w 1521), co spowodowało nawet włączenie się w spór króla Zygmunta I Starego jako rozjemcy. Olbracht Gasztołd był zwolennikiem separatyzmu Litwy, dlatego popierał w 1522 r. plan królowej Bony ogłoszenia Zygmunta Augusta następcą tronu na Litwie. Dnia 15 kwietnia 1522 r. Zygmunt I Stary zezwolił mu odkupić od spadkobierców Mikołaja Radziwiłła wielkoksiążęcą włość bielską z miastami Bielskiem, Brańskiem, Narwią, Kleszczelami i Surażem, a po spłaceniu sumy zastawnej w dniu 4 sierpnia 1522 r. odrębnym przywilejem król nadał Gasztołdowi starostwo bielskie ze wspomnianymi miastami. 
Był najbogatszym człowiekiem na Litwie. Jego dobra liczyły setki wsi i miast. W czasie popisu w 1528 r. własnym sumptem wystawił 466 konnych i 3728 służby. W 1529 r. papież Klemens VII nadał mu tytuł hrabiowski. W 1530 r. cesarz Karol V Habsburg zaliczył go w poczet grafów cesarstwa jako grafa z Murowanych Gieranion.
W 1529 r. brał czynny udział w opracowaniu I Statutu Litewskiego. Zagrożony przez działania Bony, która rozpoczęła odbieranie królewszczyzn nielegalnie posiadanych przez magnatów litewskich, dla odwrócenia uwagi dworu od spraw gospodarczych Litwy doprowadził do wybuchu II wojny polsko-rosyjskiej. W 1533 r. jego dobra bielskie wraz z Bielskiem, Brańskiem, Narwią, Kleszczelami i Surażem wykupiła od Gasztołda królowa Bona.
Nagrobek Olbrachta Gasztołda znajduje się w katedrze wileńskiej.